# Paolo Giustiniani Moneglia
Paolo Giustiniani Moneglia (né en 1506 à Gênes et mort en 1586 dans la même ville) est un doge de Gênes du 6 octobre 1569 au 6 octobre 1571.

## Biographie
Les documents concernant la biographie de Paolo Giustiniani Moneglia sont rares. Sa famille est originaire de Moneglia, localité de la Riviera ligure du Levant, néanmoins  Paolo Giustiniani Moneglia est probablement né à Gênes en 1506.
Sa branche familiale ajoute le second nom Giustiniani lors de l'inscription à l'Albergo de la noblesse génoise après la réforme institutionnelle voulue par l'amiral Andrea Doria en 1528.
Membre de la noblesse « nuova » (neuve) opposée à la « vecchia », le nom de Paolo Giustiniani Moneglia apparaît en 1545 parmi les représentants de l'État génois quand lui est confiée la charge de commissaire de l'île colonie de Corse. Rappelé rapidement à Gênes, il s'oppose en 1547 au complot des Fieschi.
Il est envoyé de nouveau en Corse et de retour à Gênes il recouvre les charges de gouverneur et procureur de la république de Gênes (1559) ainsi que celle d'ambassadeur auprès du pape Pie IV.
Paolo Giustiniani Moneglia est élu doge de la république de Gênes le 6 octobre 1569, le 22e de la réforme biennale et le 66e de l'histoire républicaine.
Son mandat est caractérisé par des affrontements entre les deux factions de la noblesse et par des périodes de famine qui obligent le doge et le Sénat à chercher de nouvelles sources d'approvisionnement.
Par sa gestion « sopra le parti » (au-dessus des partis), malgré son appartenance à la noblesse « nuova », en 1570, il propose la nomination de Alexandre Sauli comme évêque de la diocèse d'Aléria (Haute-Corse).
Son mandat terminé le 6 octobre 1571, Paolo Giustiniani Moneglia continue à servir l'État génois jusqu’à sa mort survenue à Gênes en 1586. Sa dépouille est enterrée en l'église Santa Maria di Castello.
Marié à Settimia Invrea, fille du futur doge Silvestro Invrea (1617), il eut une fille prénommée Caterina.

## Source de la traduction
- (it) Cet article est partiellement ou en totalité issu de l’article de Wikipédia en italien intitulé « Paolo Giustiniani Moneglia » (voir la liste des auteurs).